# Guildford Hockey Club
Der Guildford HC ist ein englischer Hockeyverein aus Godalming rund 5 km südwestlich der Hauptstadt der Grafschaft Surrey. Der in Bordeaux und Weiß spielende Club wurde 1912 gegründet und unterhält sieben Herren- und fünf Damenteams sowie sieben Nachwuchsmannschaften. Neben einem Clubhaus stehen dem Guildford Hockey Club zwei Kunstrasenspielfelder zur Verfügung.
Die 1.Herren spielen in der England Hockey League Men's Conference West, der zweithöchsten englischen Hockeyliga. Dort platzierte sich das Team in der Saison 2010/2011 auf dem dritten Platz. Bis 2007 war der Club noch in der erstklassigen England Hockey League vertreten. Die Damen sind in der regionalen South Clubs' Women's Hockey League Division 1 beheimatet.
| Europapokalbilanz Herren Feld |                    |        |       |          |
| Jahr                          | Wettbewerb         | Niveau | Platz | Ort      |
| 1979                          | Club Champions Cup | 1      | 8     | Den Haag |
| 1996                          | Cup Winners Cup    | 1      | 3     | Den Haag |

Die größten Erfolge erreichten die Herren im englischen Pokal, den sie 1978 durch ein 2:1 über Slough, 1995 durch ein 4:1 über Teddington und 2001 durch ein 2:1 über Reading HC gewinnen konnten. Zudem standen sie 1980 im Finale, welches 1:2 gegen Slough verloren wurde. Der Erfolg 1978 sticht besonders hervor, da erst ab der Saison 1988/89 eine nationale Meisterschaft ausgetragen wurde und somit Guildford sich für den EuroHockey Club Champions Cup 1979 qualifizierte. Bei dem Turnier in Den Haag platzierte sich der Club bei zwölf Startern auf dem achten Rang. 1996 vertrat der Verein nochmals England beim EuroHockey Cup Winners Cup und erreichte den 3.Platz.

## Erfolge
- Englischer Pokalsieger der Herren: 1978, 1995, 2001